# Historia de Alvarado
Este artículo es acerca de la historia de la Ciudad de Alvarado, Veracruz. Para otras informaciones diríjase a Alvarado (desambiguación).

## Época Prehispánica
Según algunos autores, la población tuvo una profunda influencia olmeca, cultura que se extendió desde los ríos Grijalva hasta el Papaloapan. Otra versión indica que los totonacas, venidos del norte de Veracruz después de los olmecas, también dejaron su huella a su paso por el municipio: la estela encontrada en la laguna de Macuile revela este hecho.
Antes de la llegada de los españoles, el lugar que hoy ocupa la comunidad alvaradeña estuvo habitada por diversos grupos indígenas, para probar este acierto, se hace referencia al muro artificial que corre paralelo a la laguna, al sur de la ciudad. Dicho muro está formado de arcilla y valvas de ostión y es conocido como “El cerro de las Conchas”. Estos promontorios (altura considerable de tierra) fueron levantados a manera de dique para evitar las inundaciones de los ríos Blanco y Papaloapan. Durante la expansión del imperio mexica, la ciudad era conocida como "Atlizintla", cuyo significado es: "junto al agua abundante".

## Conquista y Virreinato
El nombre de la ciudad se debe al conquistador Pedro de Alvarado, quién llegó a estas tierras en 1518 como parte de la expedición de Juan de Grijalva, colocando su nombre tanto al poblado como a la laguna y el río que desemboca en ella (actual Papalaopan), por el que también incursionó.
Una vez producida la conquista de Tenochtitlán, pidió de inmediato al emperador Carlos V, que los límites del primer obispado, llamado Carolense o de Yucatán, se extendiera hasta la capital mexica. Así, por cédula real, fechada en Granada el 19 de septiembre de 1525, se extendió dicho obispado hasta comprender los territorios de Tlaxcala, Veracruz, Tabasco y una gran parte de Chiapas, fijando la sede de este obispado en Tlaxcala. En la cédula firmada por el virrey Antonio de Mendoza el 27 de agosto de 1550 se establecieron los límites entre la diócesis de Puebla-Tlaxcala con la de Oaxaca, donde se puso como límite el río Papaloapan, quedando con ello Cosamaloapan, Acula, Amatlan, Tlacotalpan y Alvarado dentro de la jurisdicción de Puebla-Tlaxcala.
Se dice que Gaspar Rodríguez de Santolalla, administrador del ingenio de Tuztla (Santiago Tuxtla) propiedad del marquesado del Valle de Oaxaca, se asentó en el lugar en 1560 y que Domingo Sánchez y Juan de Llanes, dedicados a la pesca, ya estaban establecidos a su llegada. En 1563, Juan de Sahagún era el alcalde mayor de Tlacotalpan y administrador del ingenio de Tuztla. Éste hizo construir en Alvarado, por cuenta del marquesado del Valle de Oaxaca, una casa donde se pudiese almacenar el azúcar y los cueros procedentes del ingenio y las instancias para embarcar mercaderías rumbo al puerto de Veracruz. En una visita hecha por José de Solís, juez de la congregación de Coatzacoalcos, se describe a Tlacotalpan y Alvarado como pueblos de indios; es importante considerar que en esta fecha (1600) los españoles establecidos ya tenían una comunidad a la que llamaban San Cristóbal de Alvarado, así conocida desde esa fecha. A este respecto, se considera como aceptable la fecha de nacimiento de San Cristóbal de Alvarado dados los numerosos españoles que fueron llegando desde 1568, dedicados principalmente a la pesca y a la arriería.
Entre los más antiguas descripciones sobre la población esta la hecha durante la visita que el obispo de Tlaxcala-Puebla, fray Alonso de la Mota y Escobar, hizo a esta comunidad, entre el viernes 11 y el miércoles 16 de diciembre de 1609, (en la segunda visita que realizó a la zona en 1618 no menciona que haya visitado Alvarado). En 1609, el obispo reporta 20 vecinos españoles, todos casados, y 30 indios casados que llegaron con la congregación del año 1600. No menciona la cantidad de negros, pero si confirma su vecindad porque los menciona entre 218 niños que confirmó el domingo 13 de diciembre.El ilustre prelado de Puebla llevó a cabo su recorrido con el fin de informar el estado que su obispado. Como resultado de dicho recorrido, al paso por el puerto de Alvarado, se obtuvo la siguiente información: Pueblo vecindad de 20 españoles dedicados a la pesca en mar y río y a la arriería para sacar a la venta el pescado; también se dedicaban al corte de madera de cedro que se hacía río arriba, rumbo a Cosamaloapan para ser vendida y utilizada en la ciudad de Tablas, de la Nueva Veracruz.
La ribera y boca del río Papaloapan (antes río Alvarado) forman una bahía tan ancha como la de Sanlúcar de Barrameda, aunque embarcaciones con un porte mayor a 70 toneladas no podían acceder al puerto, dadas las barras de arena que azolvaban su alfaque. El paraje contaba con astilleros para hacer fragatas, barcos y muy gruesas canoas; el puerto contaba también con un aserradero. Los registros municipales muestran que, como todos los puertos del Golfo de México, Alvarado fue víctima de ataques piratas, de los cuales uno se produjo en el año de 1667. Durante los últimos años del siglo XVI y los primeros del siglo XVII, Tlacotalpan fue surgidero y puerto viacariante del Papaloapan. Al ser este puerto un fondeadero considerable para las naos, fragatas y barcos que llegaban forzadamente desde La Habana, Cartagena de Indias, Campeche, Tabasco y Coatzacoalcos, se comenzó a observar el fenómeno del contrabando de mercaderías, botijas de vino y esclavos negros. Estos hechos bastaron para que en Alvarado se pudieran recibir hispanos de nueva cuenta, convirtiéndose en cabecera de partido, tomando bajo su jurisdicción a Tlacotalpan. Esta situación no cambio sino hasta 1769, año en que Tlacotalpan readquirió su perdido señorío.
Durante el primer trienio del siglo XVIII, se vio nacer la primera escuela oficial en el entonces creciente San Cristóbal de Alvarado. Fue precisamente en el año de 1737, que Fray Nicolás Cortés Mendoza y Casasola, fundó la "Escuela Real". Esta institución trabajó con este título hasta luego de la independencia en que la titularon simplemente Escuela Municipal, posteriormente se le renombró a Escuela "Carlos A. Ramón", nombre de un ilustre alvaradeño que entregó gran parte de su vida a la docencia. A la fecha, la escuela continúa llevando este nombre, en gratitud a la meritoria labor de Don Carlos.
José Antonio Villaseñor y Sánchez narra, en su "Teatro Americano" de 1742, que Alvarado contaba con 50 o 60 familias de españoles y mulatos. Durante el siglo XVIII, se dio un ligero estancamiento en el crecimiento de la población, haciéndola permanecer en niveles casi idénticos a los del siglo anterior. Varias fueron las causas que ocasionaron este estancamiento, entre ellas:
- la alta exigencia de tributos aplicados por la Corona Española,
- numerosos trastornos políticos,
- enfermedades tropicales,
- epidemias de cólera y la peste bubónica (las cuales materialmente barrían con pueblos enteros).

De igual manera, un incendio registrado el 13 de agosto de 1774, casi borró a Alvarado del mapa. El incendio consumió primeramente la parroquia, propagándose rápidamente en complicidad con el viento, consumiendo 61 casas del vecindario, dejando en el desamparo a numerosas familias.
El Coronel Corrales en 1777 dio lugar a 284 vecinos. En 1790, el teniente Ortega manifestó la suma de 330 familias y una población total de "2000 almas entre grandes y pequeños". Con el censo de 1790 se le asignó a Alvarado una población de 330 familias, representando unos 1.320 individuos.

## Independencia
En las primeras décadas del siglo XIX, San Cristóbal de Alvarado continuaba regido por el gobierno colonial. Su participación en los sucesos de la Independencia, al menos antes de 1820, no fue favorable, siendo esto natural ya que sus pobladores, organizados políticamente, eran en su mayoría de origen español.
En 1812, con el afán de controlar con mayor efectividad las provincias de la Nueva España, el gobierno virreinal implantó una nueva división política. México, Puebla, Oaxaca, Veracruz y Michoacán formaron una de esas divisiones regidas por un jefe superior político nombrado por el rey; a su vez cada una de las provincias era gobernaba por un jefe político. El primer jefe político de la provincia de Veracruz fue Ramón Gutiérrez del Mazo. Para esas fechas, la plaza de Alvarado se encontraba comandada por el aguerrido Juan Bautista Topete, quien ya gozaba de fama por sus intervenciones guerreras. Éste, previendo un ataque insurgente y conocedor del empuje del enemigo, se previno reforzando la plaza con contingentes de Acayucan y TIacotalpan. Algunos meses después, el general Nicolás Bravo, después de derrotar a Olazábal en el Puente del Rey, se trasladó a Tlalixcoyan donde se acuarteló. Hizo planes y de ahí salió en son de guerra contra Alvarado, atacando por el poniente el 30 de abril de 1813. Llevó 700 infantes y 800 de caballería. Luchó durante varias horas y, a pesar de tantos esfuerzos, no pudo tomar la plaza que fue defendida con baterías de largo alcance, reforzada como estaba. Después de varias horas más de lucha el general Bravo se retiró en plena derrota, sufriendo los insurgentes un duro revés que trajo graves consecuencias para el general. Es de observarse que la derrota del general Bravo, así como la defensa que hizo Topete fueron el resultado del celo español que defendía la plaza. Mientras tanto, José Joaquín de Herrera (veracruzano llamado "El Presidente sin mancha") tomó la plaza de Orizaba y, más tarde, la de Córdoba. Aprovechando la situación, Antonio López de Santa Anna se puso de inmediato a las órdenes del triunfante José Joaquín de Herrera. Una vez a las órdenes del nuevo jefe, éste lo envió a la costa para continuar la lucha, ahora a favor de la insurgencia. Su primer paso fue dirigirse a Alvarado en son de guerra. Alvarado aún estaba defendido por Topete con 1.151 hombres a sus órdenes, con los que hizo frente a Santa Anna.
Por su heroica defensa de la plaza realista, el rey Fernando VII concedió a San Cristóbal de Alvarado el título de villa, con Cédula Real fechada el 8 de septiembre de 1816, título que, conforme la misma cédula, costó a los vecinos 92.800 maravedíes. Dos años después, el 5 de septiembre de 1818, el rey concedía autorización para integrar su primer ayuntamiento, el cual fue presidido por Tomás de Hondal, en cuyo honor lleva su nombre el callejón situado entre las calles Morelos y Manuel P. Hernández, paralelo y al oriente de la calle Llave. El primer Ayuntamiento quedó debidamente instalado el día 3 de octubre de 1818.
Después de casi 11 años de lucha, y con la promulgación del "Plan de Iguala", que dio las bases para la formación del Ejército Trigarante o "de las 3 Garantías" (Independencia, Religión y Unión), el coronel Antonio López de Santa Anna se levantó en armas en esta ciudad el 25 de marzo de 1821 junto con un pequeño ejército de 500 hombres.
La independencia fue reconocida por el entonces alcalde Luis Martínez de Hermida, quien lo hizo en solemne acto de imposición de un retrato del rey Fernando VII como emperador de México en la sala capitular del cabildo. 

## Imperio Mexicano
Una vez promulgada la Independencia en 1821 Santa Anna defendía la causa de Iturbide. Muy poco defendió esa bandera pues, ya a principios de 1822, proclamaba los albores de la República, para lo que se valió de promesas y halagos a sus oficiales e intimidaciones a los pobladores de La Antigua y de Alvarado.
Seguramente con un plan ya premeditado, Santa Anna continuó sus acciones con gran maestría. Sus oficiales de confianza fueron los coroneles Vicente Vargas y Ricardo Dromundo, a quienes de inmediato comisionó para que, a través de medios previstos, convencieran a tropas y vecinos de Antón Lizardo y Alvarado, para abrazar la nueva causa emprendida.
El 4 de diciembre de 1822, realizando un programa establecido, los coroneles Vargas y Dromundo llegaron al lugar llamado "La Entradilla", 4 kilómetros al poniente de Alvarado, en donde, previa cita, se encontrarían con el entonces Comandante de las Armas de Sotavento: Juan de Dios Arzamendi; éste no pudo asistir a la cita y, en su lugar fue su hijo, el capitán Bartolomé Arzamendi, el resultado fue que no llegaron a ningún arreglo. Y ante estos hechos Rincón, el capitán José Durán y varios vecinos de Alvarado, al no poder aceptar los términos del documento propuesto por los comisionados, se hicieron a la mar en el bergantín "Júpiter" con rumbo a Campeche.
El día 20 del mismo mes, las fuerzas Santannistas, comandadas por el coronel Rodríguez, se detuvieron en "La Entradilla", y amagaron la plaza. Sin disparar un solo tiro, tomó la plaza la tropa Santannista. Cinco días después ya, en Navidad, con motivo de la llegada del Brigadier Lobato a la villa de San Cristóbal de Alvarado, las guarniciones de Cosamaloapan, Tlalixcoyan, San Andrés Tuxtla y Acayucan quedaron aseguradas para la causa Republicana, ya que al saber de la presencia del Brigadier en esta villa, los ayuntamientos de estos lugares le comunicaron su adhesión.
El comandante principal de la Villa de Alvarado, José Aldama, convocó a una junta a los jefes y oficiales del lugar el 3 de febrero de 1823, con el fin de darles a conocer el Plan de Casamata, el cual fue reconocido de inmediato por la junta y el ayuntamiento de la Villa. 
Con motivo de la resistencia de los defensores españoles, atrincherados en el Castillo de San Juan de Ulúa, y las dificultades que esto ocasionaba al movimiento portuario, el puerto de Veracruz fue cerrado en 1823 hasta la capitulación del Castillo. Alvarado fue habilitado entonces como puerto comercial de importación y exportación, ayudando también grandemente a la causa de la Independencia.

## La República
Con fecha 4 de enero de 1825 se iniciaron los trabajos para dar formato a la primera Constitución Política del Estado. Puesta a consideración del Congreso, éste encaminó sus labores hacia una nueva organización política, la cual dividió el territorio del estado en cuatro departamentos, de los que dependían 12 cantones, a saber: El primer departamento con capital Veracruz, y los cantones de Veracruz (al que pertenecía Alvarado), Misantla, Papantla y Tampico.
Fue en esta ciudad donde Antonio López de Santa Anna contrajo nupcias con Inés de la Paz (¿Inés García?) el 25 de abril de 1825.
Entre 1838 y 1846, el puerto de Alvarado fue habilitado como Puerto Internacional, debido a los bloqueos hechos al puerto de Veracruz por parte de las fuerzas francesas y norteamericanas.

## Guerra de Intervención
La anexión de Texas por parte de los Estados Unidos fue uno de los detonantes de la Invasión estadounidense entre este país y México; el 30 de junio de 1846 el puerto de Veracruz fue formalmente sitiado, en términos de guerra, con el fin de preparar a los pobladores ante un inminente ataque.
Reportes de los servicios de inteligencia, fechados el 21 de junio de 1846, daban a conocer que una flotilla de guerra se encontraba bloqueando al puerto de Alvarado. Al día siguiente, reportes de inteligencia, indicaban que algunos barcos de dicha flotilla habían perseguido un barco mexicano a través de la barra y que algunos navíos de guerra mexicanos fueron en auxilio de este barco, al mismo tiempo que la población fue llamada a levantarse en armas. El barco mexicano logró escapar y los estadounidenses recibieron la orden de retirarse.
Dentro del contexto de la guerra, la villa de Alvarado fue atacada por primera vez el 7 de agosto de 1846, dado que allí se encontraban tropas mexicanas. Al mando del Comodoro David Conner, los vapores Princeton, Mississippi, Cumberland y Raritan bombardearon la villa desde mar a dentro y los USS Bonita, Flirt, Petrel y Reefer intentaron entrar el puerto de Alvarado, sin éxito, dadas las fuertes corrientes que impidieron dicha entrada; cuando las condiciones meteorológicas empeoraron, el comodoro Conner retrasó el asalto del puerto y se retiró hacia Antón Lizardo. El jueves 15 de octubre de 1846, las tropas estadounidenses, al mando del Comodoro Gonner, recomenzaron los ataques sobre la villa de Alvarado; el Mississippi bombardeaba en cuanto una flota "mosquito", separada en 2 divisiones, entró por el río. El Vixen remolcó al Bonita y al Reefer, en tanto que el McLane remolcaba a los Foward, Nonala y al Petrel. Una vez más, el ataque fue rechazado por los habitantes y las pocas tropas mexicanas, con ayuda de una gran valentía y las condiciones meteorológicas imperantes.
Tres decenios después de que la Villa de San Cristóbal de Alvarado instaló su primer Ayuntamiento, el 1 de diciembre de 1846, se escucharon las palabras del recién electo Gobernador del Estado, General Juan Soto, en la apertura de la sesión de este día en el H. Congreso y declarando "Ilustre" a la Villa de Alvarado.
A principios de 1847, con el fin de impedir que el puerto de Alvarado cayera en poder de los fuerzas invasoras, fue fortificada su barra y la ribera del río, de manera que con el año nacieron los siguientes puntos fortificados: El Fortín de Santa Teresa, Santa Bárbara, El de El Rosario, El Fortín de la Unión y Punta del Sur. 
Finalmente, la villa cayó en manos extranjeras el 31 de marzo de 1847, como consta en los reportes oficiales del Scourge.

## La Reforma
En los astilleros alvaradeños se construyeron las lanchas cañoneras Hidalgo, Morelos, Bravo, Mina, Galeana y Santa María, que fueron tripuladas en el mes de enero de 1860 por alvaradeños dispuestos a luchar; éstos intervinieron contra el intento de Miguel Miramón por tomar el puerto de Veracruz.
Después de que en 1823 iniciaran las actividades comerciales del puerto y dadas las heroicas defensas de la ciudad, el presidente Benito Juárez hizo un reconocimiento al Heroísmo de Alvarado, elevando a este puerto a la categoría de Puerto de Altura, en 1867.

## El Porfiriato
Durante este periodo, el gobernador del Estado, don Luis Mier y Terán, hacia 1879, mandó construir, en las afueras de la ciudad, una casa amplísima en forma de U con el frente hacia el sur. Esta enorme construcción estaba destinada a servir como hospital y, con su patio amplísimo, ocupaba más de las dos terceras partes de la cuadra. No fue sino hasta el 2 de agosto de 1907 que fue inaugurado, sirviendo de domicilio a dos escuelas: la "Benito Juárez", para niños, y la "Josefa Ortiz de Domínguez", para niñas.